# 本村武揚
本村 武揚（ほんむら たけあき、1997年6月20日 - ）は、東京都出身のサッカー選手。関東サッカーリーグ・東京23FC所属。ポジションはディフェンダー（DF）。

## 来歴

### プロ入り前
流通経済大学付属柏高等学校から流通経済大学に進学。大学になるとユニバーシアード代表で優勝に貢献し、2019年8月2日、2020年よりジェフ千葉へ加入することが発表された。

### ジェフユナイテッド千葉
特別指定選手に認定されると9月22日、第33節の徳島ヴォルティス戦でJリーグデビューを果たした。
本職はCBだが右サイドバックで13試合に出場。

### ギラヴァンツ北九州
2021年1月5日、ギラヴァンツ北九州へ期限付き移籍することが発表された。同シーズンは前半戦出場11試合目の第16節町田戦で負傷、左ハムストリングス肉離れで全治8週間となり戦列を離れ、後半戦は第38節甲府戦で89分から交代出場した1試合のみに留まった。同年オフに完全移籍に移行。

### 東京23FC
2024年6月25日、関東サッカーリーグ1部の東京23FCへ期限付き移籍することが発表された。同シーズン終了後の12月27日、期限付き移籍期間満了と完全移籍を発表。

## 所属クラブ
- 松が谷FC
- FC多摩ジュニアユース
- 流通経済大学付属柏高等学校
- 流通経済大学
  - 2019年8月 - ジェフユナイテッド市原・千葉 (特別指定選手)
- 2020年 - 2021年  ジェフユナイテッド市原・千葉
  - 2021年  ギラヴァンツ北九州（期限付き移籍）
- 2022年 - 2024年  ギラヴァンツ北九州
  - 2024年6月 - 12月  東京23FC（期限付き移籍）
- 2025年 -  東京23FC

## 個人成績
| 国内大会個人成績 | 国内大会個人成績 | 国内大会個人成績 | 国内大会個人成績 | 国内大会個人成績 | 国内大会個人成績 | 国内大会個人成績 | 国内大会個人成績 | 国内大会個人成績 | 国内大会個人成績 | 国内大会個人成績 | 国内大会個人成績 |
| 年度             | クラブ           | 背番号           | リーグ           | リーグ戦         | リーグ戦         | リーグ杯         | リーグ杯         | オープン杯       | オープン杯       | 期間通算         | 期間通算         |
| 年度             | クラブ           | 背番号           | リーグ           | 出場             | 得点             | 出場             | 得点             | 出場             | 得点             | 出場             | 得点             |
| 日本             | 日本             | 日本             | 日本             | リーグ戦         | リーグ戦         | リーグ杯         | リーグ杯         | 天皇杯           | 天皇杯           | 期間通算         | 期間通算         |
| ---------------- | ---------------- | ---------------- | ---------------- | ---------------- | ---------------- | ---------------- | ---------------- | ---------------- | ---------------- | ---------------- | ---------------- |
| 2019             | 千葉             | 37               | J2               | 1                | 0                | -                | -                | -                | -                | 1                | 0                |
| 2020             | 千葉             | 37               | J2               | 12               | 0                | -                | -                | -                | -                | 12               | 0                |
| 2021             | 北九州           | 25               | J2               | 12               | 0                | -                | -                | 0                | 0                | 12               | 0                |
| 2022             | 北九州           | 5                | J3               | 20               | 0                | -                | -                | 0                | 0                | 20               | 0                |
| 2023             | 北九州           | 5                | J3               | 26               | 1                | -                | -                | 1                | 0                | 27               | 1                |
| 2024             | 北九州           | 5                | J3               | 0                | 0                | 0                | 0                | 0                | 0                | 0                | 0                |
| 2024             | 東京23           | 3                | 関東1部          | 9                | 0                | 2                | 0                | -                | -                | 11               | 0                |
| 2025             | 東京23           |                  | 関東1部          |                  |                  |                  |                  |                  |                  |                  |                  |
| 通算             | 日本             | 日本             | J2               | 25               | 0                | -                | -                | 0                | 0                | 25               | 0                |
| 通算             | 日本             | 日本             | J3               | 46               | 1                | 0                | 0                | 1                | 0                | 47               | 1                |
| 通算             | 日本             | 日本             | 関東1部          | 9                | 0                | 2                | 0                | -                | -                | 11               | 0                |
| 総通算           | 総通算           | 総通算           | 総通算           | 80               | 1                | 2                | 0                | 1                | 0                | 83               | 1                |

- Jリーグ初出場 - 2019年9月22日 J2リーグ第33節 対徳島ヴォルティス戦（フクダ電子アリーナ）
- Jリーグ初得点 - 2023年4月2日 J3リーグ第5節 対ヴァンラーレ八戸戦（プライフーズスタジアム）

※2019年は特別指定選手。

## 代表・選抜歴
- U-19全日本大学選抜
  - アジア大学サッカーチャンピオンシップ（2016年）
- U-20全日本大学選抜
  - KBZ BANK CUP（2017年）
- ユニバーシアードサッカー日本代表
  - ナポリ大会（2019年）